# La tormenta (1967)
La tormenta é uma telenovela mexicana, produzida pela Televisa e exibida em 1967 pelo Telesistema Mexicano.

## Elenco
- Ignacio López Tarso - General Gabriel Paredes
- Columba Domínguez - Lorenza
- Amparo Rivelles - Lydia de Paredes
- Maricruz Olivier - Lorenza "Loren" Paredes
- Enrique Lizalde - Gabriel Felipe Paredes
- Daniela Rosen - Cecilia Paredes
- José Carlos Ruiz - Benito Juárez
- Gerardo del Castillo - Ignacio Comonfort
- Jorge Mondragón - Melchor Ocampo
- Carlos Bracho - Teniente Fernández
- Andrea López - Doña Lucha Morán
- Fernando Mendoza - General Parodi
- Jorge Arvizu - Francisco I. Madero
- Luis Manuel Pelayo - Gustavo A. Madero
- Marina Marín - Dalia García
- Rosario Gálvez - Carmen Cerdán
- Raúl Dantes - Guillermo Prieto
- Aarón Hernán - Armando
- Luis Bayardo - Antonio
- Miguel Manzano - Don Alfonso
- Blanca Sánchez - Ángela
- Emily Kranz
- Lupelena Goyeneche
- Eduardo McGregor
- Héctor Sáez
- Guillermo Aguilar
- Julia Marichal